# Михайлів Юхим Спиридонович
Юхи́м Спиридо́нович Миха́йлів (15 (27) вересня 1885, Олешки, Таврійська губернія, Херсонська область — 15 липня 1935, Котлас, Росія) — український художник, поет і мистецтвознавець. Репресований.

## Життєпис
Восени 1892 почав навчання у олешківській школі, яку закінчив 1896, та вступив до Херсонського реального училища, яке через брак коштів був вимушений закінчити екстерном. 1902 року одержав від херсонського земства стипендію з умовою, що буде вивчати кераміку та килимарство, й поїхав до Москви, де закінчив Строгановське художньо-промислове училище (1906), а потім Московське училище живопису, скульптури та архітектури (1910), де навчався в майстерні Валентина Сєрова та Сєргєя Коровіна. Згодом одержав звання класного художника першого ступеня за картину «До богині Лади», на створення якої художника надихнули твори М. Нестерова та М. Реріха.
По закінченні училища був мобілізований до царської армії. Військову службу відбував в Катеринославі, де у 1911—1912 рр. виконав розпис Хрестовоздвиженської церкви (ІІ-ї Військової) на площі Абрамовича (сучасний спортзал Придніпровської державної академії будівництва та архітектури), Севастополі, а пізніше, з 1914 року, — в Полоцьку. У перерві між мобілізаціями працював у редакції журналу-газети «Новъ» у Москві, згодом став завідувачем відділу ілюстрацій, робив ілюстрації для журналу «Детское чтение». Основною діяльністю Михайліва як художника на той час стали оформлення книжок, книжкова графіка. Незабаром він здобув повне визнання. 1912 року на сторінках українських журналів почали з'являтися його вірші.
На початку 1914 року одружується з Ганною Олексіївною Нікітіною. Через два роки в них народжується син Юрій. В ці роки художник створив картини «Музика водоспадів», «Творець бога», триптих «Українська соната».
Восени 1917 року Михайлів з родиною переїхав до Києва. Тут бере активну участь у художньому житті міста, його роботи експонуються на художніх виставках, вірші друкуються у журналі «Шлях» (1917 р.), а наступного року — у видавництві «Ґрунт». Викладає малювання в Першій українській гімназії ім. Т. Г. Шевченка.
У 1918 році Михайлів працював викладачем у Миргородському керамічному інституті
1919 року знову повернувся до Києва, де був обраний головою Київської філії Асоціації художників Червоної України, працював у художньо-промисловому відділі при комісаріаті мистецтв, а згодом — у Наркомосі, був членом колегії Всеукраїнського відділу мистецтв Наркомосу.
Від 1920 року — член мистецької ради Київської Художньої Академії, викладає в Київському вищому інституті народної освіти ім. М. Драгоманова (тепер Київський університет).
1921 року очолив Комітет пам'яті Миколи Леонтовича, до якого також входили Гнат Хоткевич, Лесь Курбас, Борис Лятошинський та інші видатні діячі. В ці ж роки Михайлів вів активну мистецтвознавчу діяльність. Упродовж 1920—1930 років друкував статті та рецензії переважно у «Бібліологічних вістях», «Житті й революції». Зокрема, вийшли друком його монографії «Кераміка на Україні», «Т. Шевченко», була написана книга «Українська пісня в московському лубку», публікувались статті, присвячені творчості художників Г. Нарбута, О. Мурашка, Л. Позена, М. Жука, М. Брукмана. У 1921 році у Відні вийшла книжка «Гончарна кераміка на Україні».
1934 року Юхим Спиридонович Михайлів був безпідставно заарештований за звинуваченням у підготовці збройного повстання і засланий до Котласу. Там художник оселився в робітничій родині, влаштувався на роботу декоратором у клуб, продовжував малювати, писав вірші, мріяв про повернення до рідних, однак підірване на фронтах здоров'я далося взнаки, і 1935 року його життя обірвалося. У засланні незадовго до смерті він написав такі рядки:
|  | “А як хотілося пірнуть в життя потоки Й гукнути: “Слава!” – переможно… Праці. Хотілося як повітря Праці! Щоб, задихаючись творить для всіх, “для мас” Та хтось позаздрив нам у “дивному палаці” І погасив цей творчий наш екстаз. Мене заслали – сам не знаю за що. За Україну, що я син її…” |

## Творчість і пам'ять
Творчості Михайліва притаманні багатозначність художньої мови, філософсько-поетичний алегоризм і символіка в дусі Чюрльоніса та Реріха, близькість до доробку українського й російського графіка і театрального художника В. Замирайла. В останніх творах художник поступово перейшов на позиції послідовного реалізму.
Юхим Михайлів — автор численних творів (у каталозі — 307 назв), серед них картини:
- «Загублена воля» (1916);
- «Музика зір» (1919);
- «Руїни слави» (1920);
- «Загублена булава» (1922);
- «Чайка» (1930);
- «Гетьманський намет» (1930).

Митець не написав жодної картини, яка б славила радянську дійсність.
Юхим Михайлів збирав зразки народного мистецтва для Народного музею в Катеринославі (нині Дніпровський історичний музей імені Д. Яворницького); також лишив огляди виставок гравюри й рисунка та японської дитячої книги (обидва 1928).
Мистецька творчість Юхима Михайліва збереглася не повністю. Більшість картин вдалося зберегти дружині художника Ганні Олексіївні, яка в роки Другої світової війни змогла емігрувати до США.
У 1988 році в США зусиллями дочки художника, нині покійної, Тетяни Юхимівни та її чоловіка було видано монографію «Юхим Михайлів. Його життя і творчість». 2004 року в Києві вийшла друком монографія Юрія П'ядика «Юхим Михайлів. Життя і творчість».